# بیت‌کتز
بیت‌کتز (ビートキャッツ Bītokyattsu) فرنچایز شخصیتی ژاپنی هستند که با مشارکت شرکت‌های سانریو و سگا تویز به‌وجود آمدند. این اولین فرنچایز سانریو می‌باشد که به‌عنوان گروهٔ موسیقی منتشر شده‌است. بیت‌کتز به‌عنوان یک گروهٔ موسیقی قراردادی تحت ناشر ژاپنی پونی کنیون امضا کرده و به‌عنوان یک گروه مجازی به فعالیت می‌پردازد.

## اعضا
- میا (ミア Mia؟)
- چلسی (チェルシー Cherushī؟)
- ریکو (リコ Riko؟)
- لایلا (レイラ Reira؟)
- اما (エマ Ema؟)